# Климишин Ігор Васильович
Ігор Васильович Климишин (нар. 27 листопада 1962) — український футбольний функціонер. Президент професіонального клубу «Верес» (Рівне) і любительського клубу «Штурм» (Рівне).
Завдяки спонсорству Ігоря Климишина любительський футбольний клуб «Штурм» у кінці 2000-х років вийшов у лідери обласного дорослого, та, особливо, юнацького футболу. Зокрема, команда «Штурм-МЕГУ» (Костопіль) стала віце-чемпіоном Рівненської області 2007. Для клубу створено тренувальну базу в селі Решуцьк, що біля Рівного.
Навесні 2008 року професіональний друголіговий клуб «Верес» (Рівне), який мав постійні фінансові проблеми, зумів домовитися зі «Штурмом» про співпрацю. Ігор Климишин став віце-президентом «Вереса», погодився фінансово допомагати клубу та надати для тренувань базу в Решуцьку. До друголігової команди запрошено молодих вихованців любительського клубу, а наставник «Штурма» Ігор Філін призначений головним тренером «Вереса».
Із жовтня 2008 року — президент «Вереса» (Рівне).